# Línea 3 (Urbanos de Torrejón de Ardoz)
La línea 3 de la red de autobuses urbanos de Torrejón de Ardoz une Los Fresnos con la Plaza de España y el polígono industrial Los Almendros.

## Características
Esta ruta une el barrio de Los Fresnos con la Plaza de España y los polígonos industriales Las Monjas y Los Almendros. Algunas expediciones tienen como origen/destino el barrio de Parque Cataluña.
No presta servicio en festivos.
La línea circula exclusivamente por el término municipal de Torrejón de Ardoz. Como bien se expresa en la numeración interna del CRTM, recibe el número 3148. El primer dígito corresponde a la línea, en este caso la línea 3. Y los últimos tres dígitos corresponden al municipio por el que circula, en este caso 148 corresponde al municipio de Torrejón de Ardoz.

### Horarios de salida
| Lunes a viernes laborables                                                                                      |       |          |       |       |    |    |    |       |       |    |    |    |    |    |    |    |       |
| 6 | 7     | 8        | 9     | 10    | 11 | 12 | 13 | 14    | 15    | 16 | 17 | 18 | 19 | 20 | 21 | 22 | 23    |
| 45 55 | 30 45 | 10 35 50 | 25 30 | 10 15 | 10 | 10 | 10 | 10    | 10    | 10 | 10 | 10 | 10 | 10 | 10 | 10 | 00 45 |
| Sábados laborables y domingos                                                                                   |       |          |       |       |    |    |    |       |       |    |    |    |    |    |    |    |       |
| 6 | 7     | 8        | 9     |       |    |    | 13 | 14    | 15    | 16 |    |    |    |    |    | 22 | 23    |
| 45 | 15 45 | 15 45    | 15    |       |    |    | 45 | 15 45 | 15 45 | 15 |    |    |    |    |    | 45 | 15    |
| *Salen del Parque de Cataluña (calle de la Brújula). **Hasta Plaza de España ***Lanzadera desde Plaza de España |       |          |       |       |    |    |    |       |       |    |    |    |    |    |    |    |       |

| Lunes a viernes laborables                                                                                     |       |          |    |    |    |    |       |       |       |    |    |    |    |    |    |       |    |
| 7 | 8     | 9        | 10 | 11 | 12 | 13 | 14    | 15    | 16    | 17 | 18 | 19 | 20 | 21 | 22 | 23    | 24 |
| 20 50 | 10 30 | 00 10 50 | 40 | 40 | 40 | 40 | 40    | 40    | 40    | 40 | 40 | 40 | 40 | 40 | 45 | 15    | 00 |
| Sábados laborables y domingos                                                                                  |       |          |    |    |    |    |       |       |       |    |    |    |    |    |    |       |    |
| 7 | 8     | 9        |    |    |    |    | 14    | 15    | 16    |    |    |    |    |    |    | 23    |    |
| 00 30 | 00 30 | 00 30    |    |    |    |    | 00 30 | 00 30 | 00 30 |    |    |    |    |    |    | 00 30 |    |
| *Hasta el Parque de Cataluña (calle de la Brújula). **Desde Plaza de España ***Lanzadera hasta Plaza de España |       |          |    |    |    |    |       |       |       |    |    |    |    |    |    |       |    |

## Recorrido y paradas

### Sentido Los Almendros
| Código                                                                     | Parada                                    | Común con       | Conexión con Cercanías |
| -------------------------------------------------------------------------- | ----------------------------------------- | --------------- | ---------------------- |
| Los servicios con origen Los Fresnos, realizan las siguientes paradasː     |                                           |                 |                        |
| 21189                                                                      | Joaquín Blume - Valle del Cabriel         | 2               |                        |
| 06943                                                                      | Av. Fresnos - Júpiter                     | 2               |                        |
| 20434                                                                      | Av. Fresnos - Pisos Tutelados             | 2               |                        |
| 06944                                                                      | Av. Fresnos - Poseidón                    | 2               |                        |
| 15944                                                                      | Ctra. M206 - Plaza de Toros               | 224A            |                        |
| 16978                                                                      | Ctra. Loeches - Pza. Progreso             |                 |                        |
| 16977                                                                      | Ctra. Loeches - Hacienda                  |                 |                        |
| Los servicios con origen Parque Cataluña, realizan las siguientes paradasː |                                           |                 |                        |
| 06929                                                                      | Brújula - Centro De Salud                 | 1B 5B 224A      |                        |
| 06923                                                                      | Hilados - Parque Cataluña                 | 1B 2 5B 224A    |                        |
| 06920                                                                      | Hilados - Centro Cultural                 | 1B 2 5B         |                        |
| 06918                                                                      | Forja - Oxígeno                           | 1B 2 5B         |                        |
| 06916                                                                      | Cemento - Carbono                         | 2               |                        |
| Paradas del itinerario común                                               |                                           |                 |                        |
| 06914                                                                      | Ctra. Loeches - Solana                    |                 |                        |
| 06912                                                                      | Av. Constitución - Cantalarrana           | 1B 2 5B 6 824   |                        |
| 07430                                                                      | Av. Constitución - Est. Torrejón de Ardoz | 1B 2 5B 340 824 | Torrejón de Ardoz      |
| 10835                                                                      | Canto - Av. Constitución                  | 224A 261        |                        |
| 20486                                                                      | Otoño - Primavera                         |                 |                        |
| 10890                                                                      | Estaciones - Parque Bomberos              | 220             |                        |
| 20837                                                                      | Ronda Sur - Fte. Logística                |                 |                        |

### Sentido Los Fresnos
| Código                                                                      | Parada                                    | Común con                         | Conexión con Cercanías |
| --------------------------------------------------------------------------- | ----------------------------------------- | --------------------------------- | ---------------------- |
| 20838                                                                       | Ronda Sur - Fte. Logística                |                                   |                        |
| 10890                                                                       | Estaciones - Parque Bomberos              | 220                               |                        |
| 16556                                                                       | Estaciones - Primavera                    | 220                               |                        |
| 10892                                                                       | Av. Constitución - Av. Fronteras          | 1A 2 4 5A 215 220 224 251 340 824 |                        |
| 15082                                                                       | Av. Constitución - Est. Torrejón de Ardoz | 1A 2 5A 223 224 340 824           | Torrejón de Ardoz      |
| 06913                                                                       | Av. Constitución - Cantalarrana           | 1A 2 5A                           |                        |
| 06915                                                                       | Río - Canillas                            | 1A 2 5A                           |                        |
| Los servicios con destino Los Fresnos, realizan las siguientes paradasː     |                                           |                                   |                        |
| 17337                                                                       | Ctra. Loeches - Hacienda                  |                                   |                        |
| 16980                                                                       | Ctra. Loeches - Pza. Progreso             |                                   |                        |
| 16981                                                                       | Av. Fresnos - Poseidón                    |                                   |                        |
| 20433                                                                       | Av. Fresnos - Pisos Tutelados             |                                   |                        |
| 16982                                                                       | Av. Fresnos - Júpiter                     |                                   |                        |
| 21189                                                                       | Joaquín Blume - Valle del Cabriel         | 2                                 |                        |
| Los servicios con destino Parque Cataluña, realizan las siguientes paradasː |                                           |                                   |                        |
| 10893                                                                       | Cemento - Delegación de Hacienda          | 1A 2 5A                           |                        |
| 06919                                                                       | Oxígeno - Mármol                          | 1A 2 5A                           |                        |
| 06921                                                                       | Hilados - Centro Cultural                 | 1A 2 5A                           |                        |
| 06922                                                                       | Hilados - Parque Cataluña                 | 1A 2 5A                           |                        |
| 06930                                                                       | Silicio - Brújula                         | 1A 224A                           |                        |
| 06929                                                                       | Brújula - Centro De Salud                 | 1B 5B 224A                        |                        |